# Daytona USA
Daytona USA (デイトナUSA?) è un videogioco arcade sviluppato da Sega-AM2 per Sega Model 2. Presentato in Giappone nell'agosto 1993, è il primo titolo della serie omonima di simulatori di guida. Considerando uno dei videogiochi di corsa arcade più influenti e di maggior incasso, è stato convertito per Sega Saturn, pubblicato nel 1995 come titolo di lancio della console nel mercato occidentale, e nel 1996 per Microsoft Windows. Era inoltre prevista una versione per Sega 32X, mai commercializzata.
Il videogioco ha ricevuto un sequel dal titolo Daytona USA 2: Battle on the Edge, un remake per Sega Dreamcast intitolato Daytona USA 2001 ed è stato distribuito nel 2011 attraverso PlayStation Network e Xbox Live.

## Modalità di gioco
Si deve guidare un'auto (precisamente una Stock car) con la scelta di cambio manuale o automatico e lo scopo del gioco è superare tutte le auto sul circuito entro lo scadere del tempo.

### Auto disponibili
Di solito si guida un'auto Hornet col numero 41, ma ci sono delle altre auto disponibili nella versione su Sega Saturn ottenute con la pressione di diversi tasti.
| Auto                                              | Funzioni speciali        |
| ------------------------------------------------- | ------------------------ |
| Auto verde (automatico) o auto rosa (manuale)     | Vanno bene sull'erba     |
| Auto azzurra (automatico) o auto gialla (manuale) | Sono molto veloci        |
| Auto nera (automatico) o auto arancione (manuale) | Non si distruggono molto |